# Clarkson Frederick Stanfield
Clarkson Frederick Stanfield   (Sunderland, 3 de desembre de 1793 - Hampstead, 18 de maig de 1867), conegut erròniament com a William Clarkson Stanfield, fou un pintor anglès de temàtica marítima.

## Biografia
Stanfield va néixer a Sunderland, fill de James Field Stanfield (1749–1824), un autor, actor i antic mariner d'origen irlandès, i de Mary Hoad, artista i actriu. És probable que Stanfield hagi heretat el talent artístic de la seva mare, que es diu que va ser una artista consumada, però va morir el 1801. El seu pare es va tornar a casar, amb Maria Kell, un any més tard. Stanfield va rebre el nom de Thomas Clarkson, l'abolicionista del comerç d'esclaus, a qui el seu pare coneixia, i aquest va ser l'únic nom que va utilitzar, tot i que hi ha raons per creure que Frederick era un segon.
Va ser breument aprenent d'un decorador d'autocars el 1806, però va marxar a causa de l'embriaguesa de la dona del seu mestre i es va unir a un miner de South Shields per convertir-se en mariner. El 1808 va ser incorporat a la Royal Navy, servint a la nau de guàrdia HMS Namur a Sheerness. Donat d'alta per motius de salut el 1814, va fer un viatge a la Xina el 1815 amb l'East Indiaman Warley i va tornar amb molts esbossos.
Paisatge
Un accident va obligar Stanfield a deixar el servei actiu, però durant els seus viatges havia adquirit una habilitat considerable com a dibuixant. L'agost de 1816 Stanfield va ser contractat com a decorador i pintor d'escenes al Royalty Theatre de Wellclose Square, Londres. Juntament amb David Roberts, va treballar després al teatre de Coburg, Lambeth, i el 1823 es va convertir en pintor d'escenes resident al Theatre Royal, Drury Lane, on va assolir ràpidament la fama gràcies a la gran quantitat de paisatges espectaculars i (emocionant) diorames que va produir per a aquella casa fins al 1834.
Stanfield va abandonar la pintura d'escenografia després del Nadal de 1834, tot i que va fer excepcions per a dos amics personals: va dissenyar escenografies per a les produccions escèniques de William Charles Macready i per als teatres amateurs de Charles Dickens.